# Бертранд (Небраска)
Бертранд (англ. Bertrand) — селище (англ. village) в США, в окрузі Фелпс штату Небраска. Населення — 709 осіб (2020).

## Географія
Бертранд розташований за координатами 40°31′35″ пн. ш. 99°37′57″ зх. д. / 40.52639° пн. ш. 99.63250° зх. д. (40.526299, -99.632385).  За даними Бюро перепису населення США в 2010 році селище мало площу 1,44 км², уся площа — суходіл.

## Демографія
Згідно з переписом 2010 року, у селищі мешкало 750 осіб у 314 домогосподарствах у складі 203 родин. Густота населення становила 522 особи/км².  Було 347 помешкань (242/км²).
Расовий склад населення:
| - 97,7 % — білих - 0,5 % — корінних американців - 0,4 % — азіатів |

До двох чи більше рас належало 1,1 %. Частка іспаномовних становила 2,9 % від усіх жителів.
За віковим діапазоном населення розподілялося таким чином: 24,8 % — особи молодші 18 років, 53,3 % — особи у віці 18—64 років, 21,9 % — особи у віці 65 років та старші. Медіана віку мешканця становила 46,9 року. На 100 осіб жіночої статі у селищі припадало 97,9 чоловіків;  на 100 жінок у віці від 18 років та старших — 89,3 чоловіків також старших 18 років.
Середній дохід на одне домашнє господарство  становив 52 994 долари США (медіана — 44 500), а середній дохід на одну сім'ю — 69 962 долари (медіана — 65 833). Медіана доходів становила 38 523 долари для чоловіків та 26 250 доларів для жінок. За межею бідності перебувало 6,5 % осіб, у тому числі 7,5 % дітей у віці до 18 років та 9,0 % осіб у віці 65 років та старших.
Цивільне працевлаштоване населення становило 371 осіб. Основні галузі зайнятості: освіта, охорона здоров'я та соціальна допомога — 23,7 %, сільське господарство, лісництво, риболовля — 21,8 %, мистецтво, розваги та відпочинок — 8,9 %, будівництво — 8,9 %.